# Hellraiser (film, 2022)
Pour les articles homonymes, voir Hellraiser.
Série Hellraiser
Judgment
(2018)
Pour plus de détails, voir Fiche technique et Distribution.
Hellraiser est un film d'horreur américain réalisé par David Bruckner, sorti en 2022. Il s'agit d'un reboot de la saga Hellraiser, inspiré du roman du même nom (The Hellbound Heart) de Clive Barker publié en 1986.
Il est présenté au Fantastic Fest 2022.

## Synopsis
La jeune Riley active un étrange cube puzzle volé avec l'aide de son petit ami. Ce même cube semble être à l'origine de la disparition de son frère. Riley se met alors en tête de le retrouver tout en essayant d'échapper à des forces sombres et démoniaques.

## Fiche technique
Sauf indication contraire, les informations mentionnées dans cette section peuvent être confirmées par la base de données cinématographiques IMDb,  présente dans la section « Liens externes ».
- Titre original et français : Hellraiser
- Réalisation : David Bruckner
- Scénario : David S. Goyer, Ben Collins et Luke Piotrowski, d'après l'histoire de David S. Goyer basée du roman court Hellraiser de Clive Barker
- Musique : Ben Lovett
- Direction artistique : Szedlacsek Balazs et Bojana Nikolic
- Décors : Djurdjevic Olga
- Costumes : Momirka Bailovic
- Photographie : Eli Born
- Montage : David Marks
- Production : Clive Barker, David S. Goyer, Keith Levine et Marc Toberoff
- Production déléguée : Todd Williams
- Sociétés de production : Spyglass Media Group et Phantom Four Films
- Société de distribution : Hulu
- Pays de production :  États-Unis
- Langue originale : anglais
- Format : couleur
- Genre : fantastique, horreur
- Durée : 121 minutes
- Dates de sortie :
  - États-Unis : 28 septembre 2022 (Fantastic Fest)[1] ; 7 octobre 2022 sur Hulu
  - France : 11 octobre 2023 (DVD) ; 15 octobre 2023 (Paramount+)

## Distribution
- Odessa A'zion (VF : Marie Tirmont) : Riley
- Jamie Clayton (VF : Marjorie Frantz) : Pinhead
- Adam Faison (VF : Juan Llorca) : Colin
- Drew Starkey (VF : Clément Moreau) : Trevor
- Brandon Flynn (VF : Olivier Martret) : Matt
- Aoife Hinds (en) (VF : Jessica Monceau) : Nora
- Jason Liles : Chatterer, le cénobite
- Yinka Olorunnife : Weeper, un cénobite femelle
- Selina Lo (en) (VF : Marine Periat) : Gasp, un cénobite femelle
- Zachary Hing : The Asphyx
- Kit Clarke (VF : Mathias Guallarano) : Joey
- Goran Višnjić (VF : Yann Guillemot) : Roland Voight
- Hiam Abbass (VF : Isabelle Gardien) : Serena Menaker

 Source et légende : version française (VF) sur RS Doublage

## Production

### Développement
En octobre 2006, sur son site officiel, Clive Barker annonce qu'il écrit un scénario du remake du film original Le Pacte (Hellraiser, 1987) et que le film serait produit par Dimension Films,,. Pascal Laugier serait choisi comme réalisateur,, avant qu'il ne soit retiré du projet en raison de différends créatifs avec les producteurs, : Pascal Laugier désirait travailler très sérieusement sur le film, alors que les producteurs voulaient que le film soit plus commercial et conçu pour plaire au jeune public.
En octobre 2010, on annonce qu'officiellement, Patrick Lussier et Todd Farmer seront réalisateur et scénariste du reboot de la saga Hellraiser. L'histoire du film semblerait différente de l'originale, puisque ces derniers ne voulaient pas raconter l'histoire originale par respect pour l'œuvre de Clive Barker. Le film devait plutôt se concentrer sur le monde, en fonction du cube casse-tête. En 2011, Todd Farmer confirme que le réalisateur et lui sont retirés du projet,.
En octobre 2013, Clive Barker annonce qu'il écrirait et réaliserait le film, aux côtes de l'acteur Doug Bradley qui reprendrait son rôle de Pinhead.
En 2014, Clive Barker déclare qu'il vient de finir sa deuxième version du scénario, précisant que le film est un remake très général du film original et qu'il ne le réalisera pas.
En mars 2017, Clive Barker avoue que « le film est déjà écrit et livré à Dimension depuis quelque temps. C'était la dernière personne entendue jusqu'à ce que la nouvelle d'une suite circule ». Après le succès du film Halloween (2018), Miramax Films confirme qu'elle envisage de commencer la production des nouveaux volets pour la saga Hellraiser.

### Pré-production
En mai 2019, Gary Barber annonce que Spyglass Media Group serait en plein développement du remake de Hellraiser, écrit et co-produit par David S. Goyer,.
En avril 2020, David Bruckner rapporte qu'il réaliserait le remake, avec Ben Collins et Luke Piotrowski en tant que scénaristes après avoir collaboré pour le film La Proie d'une ombre (The Night House, 2020) dont le producteur est David S. Goyer.

### Attribution des rôles
En juin 2021, on apprend qu'Odessa A'zion est engagée dans le rôle principal. En juillet, une interview avec Entertainment Weekly révèle que la drag queen Gottmik est auditionnée pour le rôle de Pinhead, après avoir montré une tenue inspirée de Pinhead lors de l'épisode final de la treizième saison de RuPaul's Drag Race,.

### Tournage
Le tournage a notamment lieu en Serbie et prend fin à l'automne 2021.

## Accueil
Le film est diffusé en exclusivité sur la plate-forme de vidéo à la demande Hulu.